# کنیچی موری
کنیچی موری (ژاپنی: 森 賢一؛ زادهٔ ۲۳ اکتبر ۱۹۸۴) یک بازیکن فوتبال اهل ژاپن است.
از باشگاه‌هایی که در آن بازی کرده‌است می‌توان به باشگاه فوتبال میتو هولیهوک اشاره کرد.